# Концевенко, Владимир Иванович
Владимир Иванович Концевенко (9 декабря 1954) — белорусский тренер по греко-римской борьбе, заслуженный тренер Республики Беларусь.

## Биография
Родился в 1942 году, в городе Минске. Мастер спорта СССР. Чемпион БССР. Работал тренером, преподавателем.
Среди учеников: призер Олимпийских игр Дмитрий Дебелка.

## Награды и звания
- Мастер спорта СССР  (1972)[4]
- Заслуженный тренер Республики Беларусь (2001)